# Schüttbild

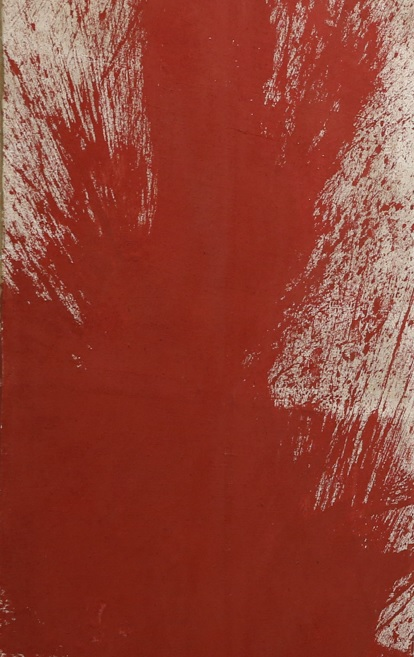
Schüttbild von Hermann Nitsch

Ein Schüttbild wird von Aktionskünstlern durch das Schütten von Farbe auf einen Bildträger produziert. Einer der bekanntesten Künstler, der mit dieser Technik arbeitete, war Hermann Nitsch. Entstanden ist diese Form der Kunst aus dem Wiener Aktionismus heraus. Es ist eine Untergruppe bzw. eine Steigerung der Drip-Paintings, wofür u. a. Jackson Pollock sehr bekannt ist.
Im Gegensatz zum Drip-Painting lässt man die Farbe nicht nur auf den Bildträger tropfen oder in geringen Mengen triefen, beziehungsweise wird auch kein Gegenstand in die Farbe getaucht, um diese anschließend auf dem Bildträger verteilen zu können. Die Farbe wird bei der Erstellung von Schüttbildern direkt aus ihrem Behälter in größeren Mengen auf dem Bildträger verteilt, wodurch der Künstler weniger Kontrolle über das Ergebnis hat als beim Drip-Painting.
Der in den 1960ern entstandene Wiener Aktionismus war inspiriert durch das Konzept der Happening-/Fluxuskunst, nahm aber dieses Konzept und steigerte es auf provokante, tabubrechende Weise. Dies wurde zum Beispiel durch die Integrierung körperlicher Materialien wie Blut, Milch oder Eingeweide in den Werken herbeigeführt.
Ein Vertreter dieser Arbeitsweise ist der Aktionskünstler Hermann Nitsch, der mit dieser Schütttechnik seine ursprüngliche Arbeit, das „Orgien-Mysterien-Theater“, fortführte. Er provozierte intensive, sinnliche Erfahrungen, indem er überwiegend rote Farbe auf große Flächen verschüttete und verschmierte. Das sollte den Betrachter von Ängsten und Aggressionen befreien und dessen Hemmungen lösen.